# KaOS (Linux-Distribution)
KaOS ist eine Linux-Distribution für übliche Arbeitsplatzrechner mit x64-Architektur, die KDE Plasma 6 als Desktop-Umgebung und hauptsächlich Qt-basierende Programme einsetzt und als Rolling-Release fortlaufend neueste Versionen dafür bereitstellt. Auf BIOS-Rechnern fungiert GRUB als Bootloader; auf UEFI-Rechnern erfüllt systemd-boot diesen Zweck. Als Init-Software wird systemd eingesetzt.

## Besonderheiten
Eine Installation mit grafischer Oberfläche ermöglicht das mitgelieferte Calamares. Mit Croeso existiert ein Willkommensbildschirm, mit dem Kvantum-Manager lässt sich der Desktop anpassen. Die Distribution verwendet den Paketmanager Pacman von Arch Linux, nutzt aber eigene Pakete und Repositories. Der Paketumfang liegt bewusst auf nur rund 2000 Paketen. Mittels Octopi können Pakete grafisch verwaltet werden. Zusätzlich gibt es über GitHub verwaltete User-Repositorys KaOS Community Packages (KCP) genannt.
Etwa alle zwei Monate wird eine neue ISO-Abbild mit einem Schnappschuss des aktuellen Entwicklungsstands veröffentlicht, die als Installationsmedium oder Live-System verwendet werden kann.